# Campeonato en Parejas de Wrestling Superstar
Los Campeonatos en Parejas de FULL es un campeonato de división en parejas de lucha libre profesional creado y utilizado por la Federación Universitaria de Lucha Libre y la empresa profesional Wrestling Superstar. Los campeones actuales son Hank Davidson y Manfred Sullivan.

## Historia

### Federación Universitaria de Lucha Libre (2010-2014)
Los campeonatos fueron introducidos por Sebastián Hoffman en 2010 con la intención de dárselos a La Jauría (Tornado Manson y Rex), sin embargo 2x (Trox y Chiko Draker) exigieron competir por ellos, ganando estos últimos y coronándose campeones en parejas.

### Revolución Lucha Libre (2014-2015)
En 2014 La Jauría perdió los títulos contra Los K-Brones, quienes se llevaron los campeonatos a RLL, sin embargo en 2015 fueron despojados de los títulos.

### Wrestling Superstar (2015-2018)
El campeonato fue reactivado y cambio de diseño para ser utilizado en Wrestling Superstar, con una lucha fatal de cuatro esquinas de la cual salieron victoriosos The Wolves (Davey Richards y Eddie Edwards).

### Regreso a FULL (2018-2019)
Los Supernaturals llevaron los títulos de regreso a FULL cuando Wrestling Superstar cerro operaciones, después de perder y ganar los títulos contra Club Adonis, los perdieron por última vez en Puerto Rico contra Los Aéreos en 2019.

### Retiro (2020)
Los campeonatos fueron dejados vacantes debido al cierre de operaciones por contingencias sanitarias.

### Reactivación (2022)
Los campeonatos fueron reactivados con la victoria de Lío Nápoles y Johnny Party en el torneo en parejas de Jugadas Peligrosas el 2 de julio de 2022.

## Campeones

### Campeón actual
Los campeones actuales son Hank Davidson y Manfred Sullivan quienes ganaron los campeonatos el 1 de julio de 2023.

### Lista de campeones
|    | Luchador                                                                | N.º | Fecha                   | Días | Lugar                 | Notas y referencias |
| -- | ----------------------------------------------------------------------- | --- | ----------------------- | ---- | --------------------- | --- |
| 1  | La Jauria (Rex (1) & Tornado Manson (1))                                | 1   | 19 de diciembre de 2010 | 0    | Antofagasta, Chile    | Fueron declarados campeones inaugurales por el comisionado Sebastián Hoffman.                                                   |
| 2  | 2x (Trox (1) & Chiko Draker (1))                                        | 1   | 19 de diciembre de 2010 | 413  | Antofagasta, Chile    | |
| 3  | Comando Aéreo (Corto Circuito (1) & Halcon Guerrero (1))                | 1   | 5 de febrero de 2012    | 13   | Antofagasta, Chile    | Fueron declarados nuevos campeones cuando Trox dejó vacante los campeonatos en equipos para centrarse en su campeonato mundial. |
| 4  | Nación Extrema (Crovax (1), Arkangel Destroyer (1) & Kraken Energy (1)) | 1   | 18 de febrero de 2012   | 106  | Antofagasta, Chile    | Reinado bajo regla Freebird. |
| -  | Vacante                                                                 | -   | 3 de junio de 2012      | -    | -                     | Nación Extrema fueron despojados de sus campeonatos por negarse a seguir compitiendo en el "Torneo en Parejas Increíbles 2012". |
| 5  | Comando Aéreo (Halcón Guerrero (2) & Corto Circuito (2))                | 2   | 3 de junio de 2012      | 27   | Antofagasta, Chile    | |
| 6  | La Jauría (Demonio Negro (1), Hijo del Trauco (1) & Tornado Manson (2)) | 2   | 30 de junio de 2012     | 273  | Antofagasta, Chile    | Reinado bajo regla Freebird. |
| 7  | Kraken Energy (2) & Fantasma (1)                                        | 1   | 30 de marzo de 2013     | 364  | Antofagasta, Chile    | |
| 8  | La Jauría (Hijo del Trauco (2) & Tornado Manson (3))                    | 3   | 29 de marzo de 2014     | 98   | Antofagasta, Chile    | |
| 9  | Los K-Brones (Montoya (1) & Funky Schop (1))                            | 1   | 5 de julio de 2014      | 336  | Antofagasta, Chile    | Primeros campeones fuera de FULL.                                                                                               |
| -  | Vacante                                                                 | -   | 6 de junio de 2015      | -    | -                     | Los K-Brones fueron despojados del título por negarse a defenderlos.                                                            |
| 10 | The Wolves (Eddie Edwards (1) & Davey Richards (1))                     | 1   | 13 de diciembre de 2015 | 126  | Santiago, Chile       | Primeros campeones en Wrestling Supertar.                                                                                       |
| 11 | Supernaturals (Gladiator Angel (1) & Hellspawn (1))                     | 1   | 17 de abril de 2016     | 238  | Santiago, Chile       | |
| 12 | The Broken Hardys (Broken Matt Hardy (1) & Brother Nero (1))            | 1   | 11 de diciembre de 2016 | 112  | Santiago, Chile       | |
| -  | Vacante                                                                 | -   | 2 de abril de 2017      | -    | -                     | Los Hardys dejaron vacantes los títulos por obligaciones contractuales con WWE.                                                 |
| 13 | Supernaturals (Gladiator Angel (2) & Hellspawn (2))                     | 2   | 20 de mayo de 2017      | 251  | Antofagasta, Chile    | |
| 14 | Adonis Club (Ariel Levy (1) & Connor (1))                               | 1   | 26 de enero de 2018     | 2    | Antofagasta, Chile    | |
| 15 | Supernaturals (Gladiator Angel (3) & Hellspawn (3))                     | 3   | 28 de enero de 2018     | 98   | Iquique, Chile        | |
| 16 | Adonis Club (Connor (2) & Tanque Conrad (1))                            | 2   | 6 de mayo de 2018       | 174  | Santiago, Chile       | |
| 17 | Supernaturals (Gladiator Angel (4) & Hellspawn (4))                     | 4   | 27 de octubre de 2018   | 395  | Iquique, Chile        | |
| 18 | Los Aéreos (Star Roger (1) & Hiram Tua (1))                             | 1   | 26 de noviembre de 2019 | 104  | Guaynabo, Puerto Rico | |
| -  | Vacante                                                                 | -   | 9 de marzo de 2020      |      | -                     | FULL dejó todos los títulos vacantes antes de cerrar operaciones debido a las contingencias sanitarias.                         |
| 20 | Los Casi Amigos (Lío Nápoles (1) y Johnny Party (1))                    | 1   | 2 de julio de 2022      | 91   | Antofagasta, Chile    | Derrotaron a Diego el Trueno y Trox.                                                                                            |
| 21 | Brutal Machine (Crazy Train (1) y Ronan Kaison (1))                     | 1   | 10 de octubre de 2022   | 42   | Antofagasta, Chile    | |
| 22 | 2x (Draker (2) y Trox (2))                                              | 2   | 12 de noviembre de 2022 | 35   | Antofagasta, Chile    | |
| 24 | Agencia Beltran (Billy B (1) y Hank Davidson (1))                       | 1   | 17 de diciembre de 2022 | 98   | Antofagasta, Chile    | |
| 25 | Chikos Bomba (Draker (3) y Joyboy (1))                                  | 1   | 25 de marzo de 2023     | 98   | Antofagasta, Chile    | |
| -  | Vacante                                                                 | -   | 1 de julio de 2023      |      | -                     | Lesión de Draker |
| 26 | Agencia Beltran (Hank Davidson (2) y Manfred Sullivan (1))              | 2   | 1 de julio de 2023      | 628+ | Antofagasta, Chile    | |

### Total de días con el título
A la fecha del 20 de marzo de 2025.
| Negrita | Indica al campeón actual. |

| N.º | Campeón                          | Reinados | Total de días |
| --- | -------------------------------- | -------- | ------------- |
| 1   | Hellspawn & Gladiator Angel      | 4        | 979           |
| 2   | Draker                           | 3        | 546           |
| 3   | Kraken Energy                    | 2        | 470           |
| 4   | Trox                             | 2        | 448           |
| 5   | Tornado Manson                   | 3        | 371           |
| 6   | Hijo del Trauco                  | 2        | 371           |
| 7   | Fantasma                         | 1        | 364           |
| 8   | Montoya & Funky Schop            | 1        | 336           |
| 9   | Demonio Negro                    | 1        | 273           |
| 10  | Connor                           | 2        | 176           |
| 11  | Tanque Conrad                    | 1        | 174           |
| 12  | Hank Davidson                    | 2        | 161           |
| 13  | Davey Richards & Eddie Edwards   | 1        | 126           |
| 14  | Broken Matt Hardy & Brother Nero | 1        | 112           |
| 15  | Star Roger & Hiram Tua           | 1        | 107           |
| 16  | Crovax & Arkangel Destroyer      | 1        | 106           |
| 17  | Billy B & Joyboy                 | 1        | 98            |
| 18  | Johnny Party & Lío Nápoles       | 1        | 91            |
| 19  | Manfred Sullivan                 | 1        | 63            |
| 20  | Crazy Train & Ronan Kaison       | 1        | 42            |
| 21  | Halcón Guerrero & Corto Circuito | 2        | 40            |
| 22  | Ariel Levy                       | 1        | 2             |
| 23  | Rex                              | 1        | 0             |

### Mayor cantidad de reinados por equipos
| Reinados | Equipo                                       |
| -------- | -------------------------------------------- |
| 4 veces  | Supernaturals                                |
| 3 veces  | La Jauría                                    |
| 2 veces  | Adonis Club, Agencia Beltran & Comando Aéreo |

### Mayor cantidad de reinados individuales
| Reinados | Luchador                                                                                |
| -------- | --------------------------------------------------------------------------------------- |
| 4 veces  | Gladiator Angel & Hellspawn                                                             |
| 3 veces  | Draker & Tornado Manson                                                                 |
| 2 veces  | Connor, Corto Circuito, Kraken Energy, Hank Davidson, Halcón Guerrero & Hijo del Trauco |